# Richard Cavendish
Lord Richard Cavendish (19 juin 1752 - 7 septembre 1781) est un noble et un politicien anglais.

## Biographie
Il est le deuxième fils de William Cavendish (4e duc de Devonshire) et de sa femme Charlotte .
Il fait ses études à Hackney et au Trinity College, à Cambridge .
En 1773, il entre à la Chambre des communes en tant que député de Lancaster et passe à Savile Row, n ° 1, à Londres, où il réside jusqu'en 1781. Il est l'un des rares invités au mariage de son frère William Cavendish (5e duc de Devonshire) en 1774. En 1781, il s’est rendu à l’étranger pour se soigner; mais sa santé continue à décliner et il meurt célibataire à Naples ,.